# Río Demerara
El río Demerara es un río en Guyana, ubicado en la parte oriental del país, cuyas subidas fluyen al norte 346 kilómetros hasta que alcanzan el océano Atlántico. Georgetown, puerto, capital y ciudad más grande de Guyana, se sitúa en el banco este de la boca de río.
El estuario del Demerara es estrecho y el índice de flujo es rápido. Esta acción de fregado mantiene un canal directo profundo de 5-6 metros al océano. La anchura y la profundidad del Demerara permiten que las embarcaciones de alta mar naveguen hasta Linden (a 105 kilómetros de la desembocadura), mientras que embarcaciones más pequeñas pueden alcanzar hasta Malali (245 kilómetros de la desembocadura). Más allá de Malali, los numerosos rápidos hacen imposible el recorrido.
Un puente flotante, el puente del puerto de Demerara, cruza el río 4 millas al sur de Georgetown. Los afluentes del río de Demerara incluyen el río Haiama, el río Kuruabaru, la cala de Haiakwa y la cala de Haianari.
Las islas Inver, Borselem y Biesen se encuentran de 15 a 20 millas de la desembocadura. Borselem fue una vez la localización de la capital neerlandesa de Demerara. Ellos situaron una colonia neerlandesa del mismo nombre a lo largo de los bancos del río. La colonia fundó la industria de la caña de azúcar que continúa prosperando hoy. El azúcar de esta industria se utiliza para hacer el ron extensamente exportado de El Dorado. También se explota la bauxita alrededor del Demerara, y Linden es un centro importante de la exportación.
- Datos: Q1185369
- Multimedia: Demerara River / Q1185369